# Duch (spirytyzm)

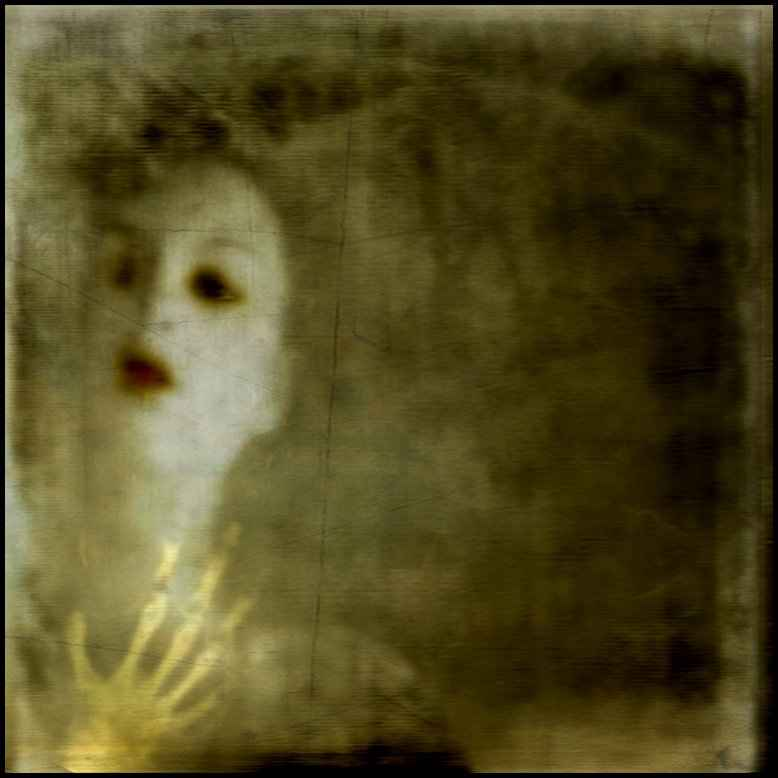
Jedno z artystycznych wyobrażeń ducha typowe dla kultury współczesnej.

Duch – w folklorze ludowym i według spirytystów ludzka istota, żyjąca po śmierci fizycznej ciała człowieka, bytująca w świecie pozamaterialnym.
Zgodnie z doktryną (teorią/hipotezą) spirytyzmu duchy żyją w świecie niewidzialnym, znajdującym się poza czasoprzestrzenią świata materialnego; w innym wymiarze bytowania są wszędzie, przesyłają komunikaty za pośrednictwem mediów lub bezpośrednio. Według tej koncepcji duch i dusza są synonimami.
Duchy mają się manifestować przez osobę żyjącą (medium), zmieniając jej wygląd (transfiguracja) i wagę dzięki mieszaniu fluidów, lub przemawiając i wykonując inne czynności za pośrednictwem medium. Ponadto mają się komunikować w sposób odczuwalny poprzez dźwięki, dotyk, hałas, zapach, poruszanie przedmiotów, pismo, rysunek, muzykę itp.
Spirytyzm i spirytualizm usiłują nadać badaniom nad kontaktami z duchami charakter naukowy, jednak współczesna nauka nie zajmuje się tym tematem, uznając go za sferę wierzeń.
W parapsychologii terminem na określenie zjawiska pojawiania się duchów jest RSPK (od ang. Recurrent Spontaneous Psychokinesis – powracająca psychokineza spontaniczna).

## Wiara w duchy w ujęciu psychologii ewolucyjnej i antropologii
Według Pascala Boyera duch jako istota nadprzyrodzona jest jedną z kategorii ontologicznych tworzonych w mózgu, gdy umysł przyswaja wiedzę o świecie i porządkuje ją. Gdy następuje pomieszanie różnych kategorii ze sobą, pojawia się wiara w byty nadprzyrodzone (sfinks, myślące drzewo). Istnienie wiary w duchy, które postrzegane są jako nadprzyrodzone istoty mające dostęp do wiedzy o wszystkich czynach popełnionych przez członków społeczności i mogące sankcjonować te czyny, pozwala na ograniczanie łamania zasad w społeczności. Jeśli wiara w duchy połączona jest z tym, że mogą one w każdym momencie się pojawić, aby ukarać jednostkę, to może mieć ona poczucie, że jest ciągle obserwowana, co sprzyja unikaniu łamania zasad. Stewart Guthrie wiąże wiarę w duchy z przystosowaniem polegającym na większej czujności po zmroku i tendencji do wyszukiwania zarysów twarzy innych osób, które mogłyby być zagrożeniem. Poczucie ciągłego zagrożenia w ciemnościach i tendencja do wykrywania twarzy bądź sylwetki człowieka prowadzi do świadomości bycia ciągle obserwowanym przez nadprzyrodzone istoty, którym dodatkowo nadaje się cechy rozumności. Bruce Hood i Mary Douglas zwracają uwagę na powiązanie wiary w duchy z esencjalizmem i jego biologicznymi korzeniami. Kontakt ze źródłem choroby może wywoływać wstręt i obrzydzenie (ropnie i inne skazy ciała), dzięki czemu takich obiektów się unika. Podobne emocje pojawiają się w przypadku możliwości kontaktu z obiektem, który może „zarażać” złem. Dotyczy to nie tylko wyobrażonych duchów, ale także miejsc i przedmiotów, z którymi zmarli mieli styczność (np. przedmioty osobiste, domy, miejsca wypadków i zbrodni).

## Znane duchy
- Duch Bieluch z Chełmskich Podziemi Kredowych
- Duch Charlesa B. Rosmy
- Duch Ignacego Paderewskiego ma nawiedzać sale jego imienia w Muzeum Polskim w Ameryce w Chicago
- Jasiek-Ptasiek (niem. Vogelhannes) – postać z bajek ludowych, mieszkająca w lesie Pokrzywno za Polanicą-Zdrojem